# Mnesarete rhopalon
Mnesarete rhopalon là loài chuồn chuồn trong họ Calopterygidae. Loài này được Garrison mô tả khoa học đầu tiên năm 2006.